# 九龍巴士6C線
九龍巴士6C線是香港九龍市區的一條日間巴士路線，來往美孚及九龍城碼頭。
九龍巴士6X線是6C線的特別班次，只在星期一至五下午繁忙時間由美孚單向往九龍城碼頭，以及由九龍城（盛德街）單向往美孚，只停長沙灣至油麻地的部分車站。九巴標榜此路線為「市區快速」（City Rapid）。
九龍巴士X6C線是6C線的特別班次，來往美孚及香港兒童醫院，於深水埗、旺角一段走線與6C線相若，然後取道東九龍走廊、啟德隧道直接來往九龍灣，只在星期一至五服務。

## 歷史
- 1952年8月：路線投入服務，稱為6B，來往荔枝角及旺角亞皆老街，只在下午至凌晨行走。
- 1958年10月15日：首代6C線停止服務，本線改稱為6C線，路線並改為荔枝角至九龍城碼頭。
- 1967年：因六七暴動事件，暫停服務。
- 1967年7月：路線重投服務，並縮短至長沙灣。
- 1973年7月28日：路線改經興華街，並不經昌華街。
- 1974年3月10日：路線總站縮短至美孚（荔枝角橋底）。
- 1976年3月3日：因香港地鐵動工，路線不斷改道。
- 1982年10月20日：路線恢復行經彌敦道。
- 1998年10月11日：因更換雨水渠工程，往美孚方向臨時改經砵蘭街數月。
- 2004年4月4日：路線繞經長沙灣的一段荔枝角道，方便泓景臺及昇悅居居民。[4]
- 2008年3月16日：路線改為全空調服務（全程收費$4.7）。
- 2008年6月8日：九巴加價，全程收費由$4.7增至$5。
- 2011年5月15日：九巴加價，全程收費由$5增至$5.2。
- 2013年3月17日：九巴加價，全程收費由$5.2增至$5.5。[5]
- 2014年7月6日：九巴加價，全程收費由$5.5增至$5.8
- 2015年2月23日：逢星期一至五（公眾假期除外）上午新增一班特別班次往九龍城碼頭，經加士居道天橋、漆咸道北及浙江街往土瓜灣道，較快到達土瓜灣[6]。
- 2015年6月27日：增設到站時間預報。[7]
- 2019年4月29日：6C線延長星期一至六美孚開出尾班車時間至00:20[8]，6X線開辦。[9]
- 2019年6至11月：受佔領旺角及加士居道影響，本線曾一度停駛。11月中旬改經佛光街、太子道西/界限街，不經加士居道及彌敦道。
- 2020年7月13日：提早九龍城碼頭的頭班車至05:25開出[10]。
- 2020年11月30日：6X增至7班。[11]
- 2021年4月4日：九巴加價，全程收費由$5.8增至$6.2
- 2021年5月17日：6X加停彌敦道「太子站」及「文明里」巴士站。[12]
- 2021年8月23日：X6C線開辦，逢星期一至五（公眾假期除外）上午經啟德隧道往九龍灣[13]。
- 2021年11月15日：6X線減至6班車。
- 2022年12月28日：X6C線增設下午回程班次[14]。
- 2023年4月11日：6X線往九龍城碼頭班次減至3班，並增設往美孚方向之班次3班[15]。
- 2025年6月2日：X6C線擴展服務至香港兒童醫院，並提升至星期一至五全日服務。由美孚開出之班次過啟德隧道後，經啟福道、啟祥道、宏光道、常悅道、常怡道、宏照道、祥業街前往承昌道；回程則沿承昌道、祥業街及宏照道返回原有路線。往香港兒童醫院方向增停「啟隧轉車站－啟成街」、「臨華街遊樂場」、「常怡道」、「香港兒童醫院」西行站及「香港兒童醫院」東行站，取消原有位於啟福道及宏照道之巴士站；往美孚方向增停「香港兒童醫院」東行站及「九龍灣常悅道」站。由美孚開出服務時間為07:00至20:00，由香港兒童醫院開出服務時間為08:15至21:15。[16][17]

## 服務時間及班次
6C
| 美孚開           | 美孚開      | 美孚開       | 九龍城碼頭開     | 九龍城碼頭開 | 九龍城碼頭開 |
| 日期             | 服務時間    | 班次（分鐘） | 日期             | 服務時間     | 班次（分鐘） |
| ---------------- | ----------- | ------------ | ---------------- | ------------ | ------------ |
| 星期一至五       | 05:40       | 05:40        | 星期一至五       | 05:25-06:45  | 20           |
| 星期一至五       | 06:00-07:30 | 15           | 星期一至五       | 07:00        | 07:00        |
| 星期一至五       | 07:30-08:30 | 12           | 星期一至五       | 07:15-08:05  | 10           |
| 星期一至五       | 08:30-10:00 | 15           | 星期一至五       | 08:05-09:05  | 12           |
| 星期一至五       | 10:00-11:00 | 12           | 星期一至五       | 09:05-16:25  | 10           |
| 星期一至五       | 11:00-16:00 | 10           | 星期一至五       | 16:25-17:40  | 12/13        |
| 星期一至五       | 16:00-17:00 | 12           | 星期一至五       | 17:40-19:00  | 10           |
| 星期一至五       | 17:00-17:45 | 15           | 星期一至五       | 19:00-22:00  | 12           |
| 星期一至五       | 18:05       | 18:05        | 星期一至五       | 22:15        | 22:15        |
| 星期一至五       | 18:20-19:20 | 15           | 星期一至五       | 22:30-00:10  | 20           |
| 星期一至五       | 19:20-22:20 | 12           |                  |              |              |
| 星期一至五       | 22:20-00:20 | 20           |                  |              |              |
| 星期六           | 05:40-06:40 | 20           | 星期六           | 05:25        | 05:25        |
| 星期六           | 06:40-08:40 | 15           | 星期六           | 05:45-07:30  | 15           |
| 星期六           | 08:40-19:00 | 10           | 星期六           | 07:30-19:10  | 10           |
| 星期六           | 19:00-22:00 | 12           | 星期六           | 19:10-22:10  | 12           |
| 星期六           | 22:00-00:20 | 20           | 星期六           | 22:10-00:10  | 20           |
| 星期日及公眾假期 | 05:40-09:00 | 25           | 星期日及公眾假期 | 05:25-07:30  | 25           |
| 星期日及公眾假期 | 09:00-10:00 | 15           | 星期日及公眾假期 | 07:30-09:30  | 15           |
| 星期日及公眾假期 | 10:00-11:00 | 12           | 星期日及公眾假期 | 09:30-17:10  | 10           |
| 星期日及公眾假期 | 11:00-18:00 | 10           | 星期日及公眾假期 | 17:10-22:10  | 12           |
| 星期日及公眾假期 | 18:00-22:00 | 12           | 星期日及公眾假期 | 22:10-00:10  | 20           |
| 星期日及公眾假期 | 22:15       |              |                  |              |              |
| 星期日及公眾假期 | 22:30-00:10 | 25           |                  |              |              |

6X
- 星期一至五
  - 美孚開：17:25、17:55、18:25
  - 九龍城（盛德街）開：17:25、17:55、18:25

X6C
| 美孚開     | 美孚開      | 美孚開       | 香港兒童醫院開 | 香港兒童醫院開 | 香港兒童醫院開 |
| 日期       | 服務時間    | 班次（分鐘） | 日期           | 服務時間       | 班次（分鐘）   |
| ---------- | ----------- | ------------ | -------------- | -------------- | -------------- |
| 星期一至五 | 07:00       | 07:00        | 星期一至五     | 08:15-16:15    | 30             |
| 星期一至五 | 07:30-08:30 | 20           | 星期一至五     | 16:15-18:45    | 25             |
| 星期一至五 | 08:30-20:00 | 30           | 星期一至五     | 18:45-21:15    | 30             |

6X及X6C線逢星期六、日及公眾假期不設服務

## 收費
| 路線   | 全程收費 | 分段收費                                 |
| ------ | -------- | ---------------------------------------- |
| 6C／6X | $6.7     | - 觀音街往九龍城碼頭／太子站往美孚：$5.8 |
| X6C    | $7.8     | - 不設分段收費                           |

| - 本線設有12歲以下小童及65歲或以上長者半價優惠。 - 65歲或以上香港居民使用「樂悠咭」，以及12歲以下合資格殘疾兒童使用「殘疾人士身份」個人八達通繳付車資，均可享有每程$2.0或半價（以較低者為準）的票價優惠；12至64歲合資格殘疾人士使用「殘疾人士身份」個人八達通（包括「樂悠咭」），以及60至64歲香港居民使用「樂悠咭」繳付車資，均可享有每程$2.0或全費（以較低者為準）的票價優惠。 - 65歲或以上長者如使用長者或一般個人八達通繳付車資，則只可享有半價優惠；12至64歲合資格殘疾人士如不使用「殘疾人士身份」個人八達通，以及60至64歲人士如不使用「樂悠咭」繳付車資，必須繳付全費。 - 乘客可以現金或八達通於上車時付款，不設找續。 - 每位成人乘客可免費攜帶最多兩名4歲以下而不佔座位的兒童乘客乘車，超額之4歲以下小童必須繳付小童車費乘車。 - 持有「九巴月票」之乘客在車票有效期內，每日可享最多10程任何九龍巴士及龍運巴士路線（包括本路線，以及聯營路線的九龍巴士／龍運巴士提供的班次；惟乘搭機場「A」及「NA」線則可享原價二七折優惠（不會計算每天10次合資格車程））；而B1線則每日可享最多各2程（不會計算每天10次合資格車程）。 - 九龍巴士、城巴、龍運巴士及陽光巴士全職員工及家屬（不包括外判職員）可免費乘搭本路線，惟必須拍職員或職員家屬八達通。 - 乘客亦可透過多元化電子支付系統（e度嘟）繳付車資，包括使用非接觸式VISA卡、JCB卡、萬事達卡、銀聯卡、美國運通、大來國際、Discover Card、Apple Pay、Google Pay、Samsung Pay、AlipayHK「易乘碼」、支付寶、WeChatHK／微信支付「搭車碼」、銀聯雲閃付「乘車碼」及BOC Pay「乘車碼」。乘客使用此付款方式，使用此支付方式的乘客可享有中途下車之分段收費，以及與其他九巴／龍運獨營路線或聯營線九巴／龍運班次之轉乘優惠，惟不適用於與非九巴／龍運路線之轉乘優惠，亦不能享有「公共交通費用補貼計劃」及「長者及合資格殘疾人士公共交通票價優惠計劃」。 |

### 八達通轉乘優惠
乘客登上本線150分鐘內以同一張八達通卡轉乘以下路線，或從以下路線登車後150分鐘內以同一張八達通卡轉乘本線，次程可獲$4.2折扣優惠：
- 6C往九龍城碼頭 → 11往鑽石山站
- 11往九龍站 → 6C往美孚
- 6C往九龍城碼頭 → 15往平田/15X往廣田邨
- 15/15X往紅磡 → 6C往美孚

以下路線次程可獲$6.4折扣優惠：
- 6C往九龍城碼頭 → 72往大埔/81往禾輋
- 72往長沙灣/81往佐敦 → 6C往美孚

## 使用車輛
由於本線途經專營巴士低排放區，故必須使用達到歐盟五型或以上排放標準的車輛行走。
現時6C線使用8輛富豪B9TL 12米（AVBWU）、9輛亞歷山E500MMC、2輛比亞迪B12D 12米（BED）
| 車隊編號  | 車牌   |
| --------- | ------ |
| AVBWU439  | TU1977 |
| AVBWU440  | TU2666 |
| AVBWU443  | TU7397 |
| AVBWU444  | TU9004 |
| AVBWU514  | UU5146 |
| AVBWU520  | UV955  |
| AVBWU522  | UV1142 |
| AVBWU624  | UY9042 |
| AVBWU740  | VE6944 |
| ATENU76   | SE7494 |
| ATENU269  | SP7844 |
| ATENU297  | ST6536 |
| ATENU495  | TJ2223 |
| ATENU602  | TM9115 |
| ATENU641  | TN8352 |
| ATENU1574 | VS2848 |
| ATENU1582 | VS3884 |
| BED20     | YX6462 |
| BED23     | YX4643 |

6X線由6C及102線抽調巴士行走。
X6C線由6C及214線抽調3輛巴士行走

## 行車路線

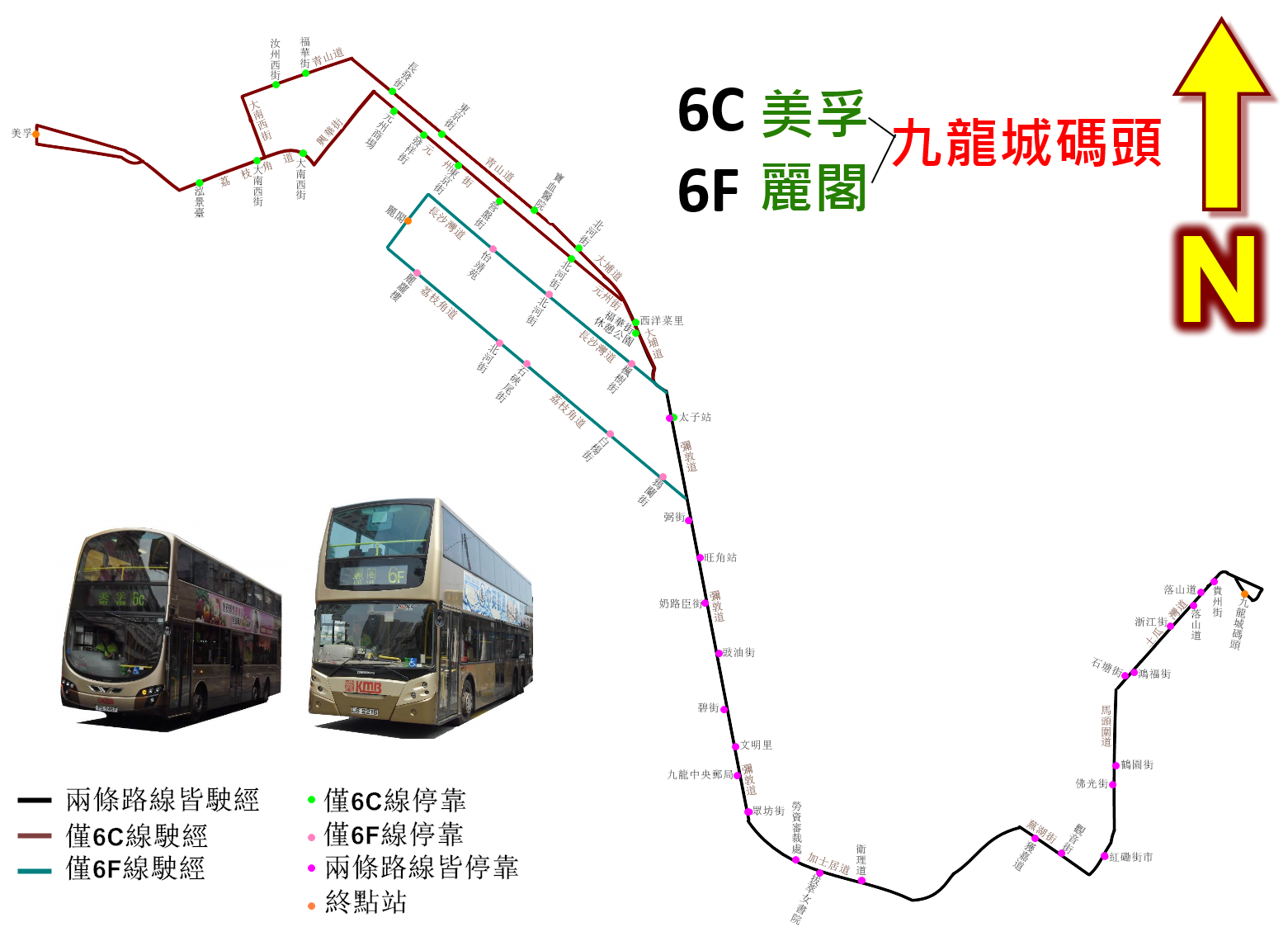
本線與6F線的走線圖，當中棕色的線為只有本線駛經

6C由美孚開出之班次途經長沙灣道、荔枝角道、大南西街、青山道、大埔道、白楊街、長沙灣道、彌敦道、加士居道、漆咸道北、蕪湖街行車隧道、機利士南路、蕪湖街、馬頭圍道、土瓜灣道及新碼頭街前往九龍城碼頭；由九龍城碼頭開出之班次途經新碼頭街、土瓜灣道、馬頭圍道、蕪湖街、漆咸道北、漆咸道南、加士居道、彌敦道、長沙灣道、大埔道、元州街、興華街及荔枝角道前往美孚，具體停站請參考資訊框。
6X線由美孚開出之班次途經長沙灣道、荔枝角道、大南西街、青山道、大埔道、白楊街、長沙灣道、彌敦道、加士居道、漆咸道北、蕪湖街行車隧道、機利士南路、蕪湖街、馬頭圍道、土瓜灣道及新碼頭街前往九龍城碼頭；由九龍城（盛德街）開出之班次途經盛德街、富寧街、馬頭涌道、馬頭圍道、浙江街、土瓜灣道、馬頭圍道、德民街、紅磡道、紅磡繞道、漆咸道南、加士居道、加士居道天橋、加士居道、彌敦道、長沙灣道、興華街及荔枝角道前往美孚，具體停站請參考資訊框。

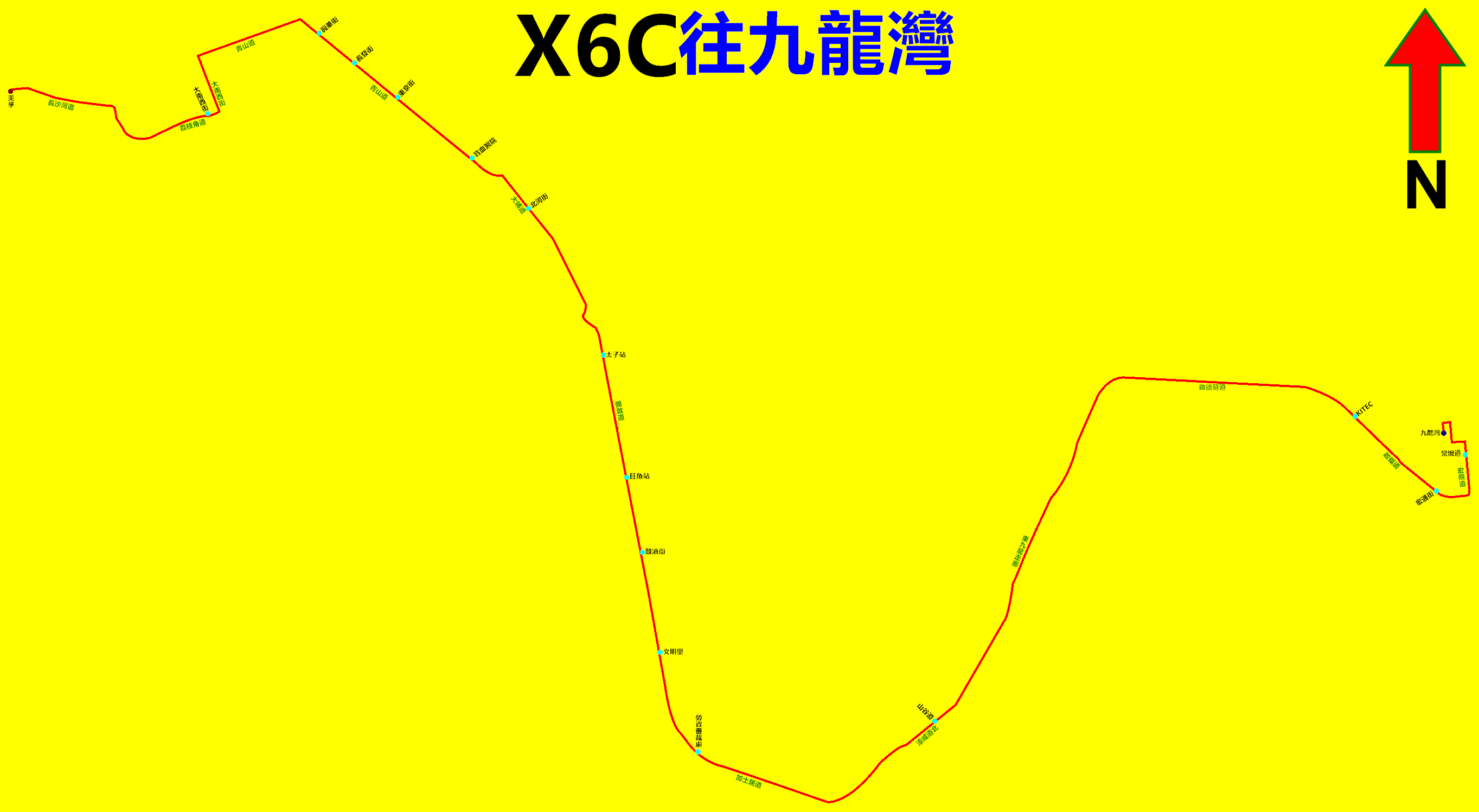
九巴X6C線的走線圖

X6C線由美孚開出之班次途經長沙灣道、荔枝角道、大南西街、青山道、大埔道、白楊街、長沙灣道、彌敦道、加士居道、漆咸道北、東九龍走廊、啟德隧道、啟福道、啟祥道、宏光道、常悅道、常怡道、宏照道、祥業街、承昌道（西行）、迴旋處及承昌道（東行）前往香港兒童醫院；由香港兒童醫院開出之班次途經承昌道、祥業街、宏照道、啟祥道、啟福道、啟德隧道、東九龍走廊、漆咸道北、漆咸道南、加士居道、彌敦道、長沙灣道、大埔道、元州街、興華街及荔枝角道前往美孚，具體停站請參考資訊框。

## 客量
雖然本線途經之五號幹線經常擠塞，又有紅色小巴競爭，但由於班次頻密，故客量仍然維持高企，經常頂閘。

## 外部連結
- 九巴6C線官方網站路線資料 （页面存档备份，存于）
- 681巴士總站 （页面存档备份，存于）